# Streif
La Streif è una pista sciistica situata a Kitzbühel, in Austria. Sul pendio, che si snoda sull'Hahnenkamm, si svolgono annualmente le gare di discesa libera che, insieme allo slalom speciale della Ganslern e alla combinata, compongono il Trofeo dell'Hahnenkamm. Nel 1967 la pista è stata introdotta nel circuito della Coppa del Mondo di sci alpino.

## Caratteristiche
Nel corso della sua storia la Streif ospitato anche competizioni che non facevano parte del trofeo dell'Hahnenkamm ("Zusatzrennen"): supergiganti (su un percorso accorciato detto Streifalm) e altre discese libere, validi per la Coppa del Mondo di sci alpino. Dal 1932 al 1961 furono disputate anche gare femminili.
È considerata la discesa libera più bella ed impegnativa di tutto il Circo bianco e la vittoria conquistata sul suo tracciato è la più ambita dai discesisti. Il grande fascino che esercita sugli sciatori è testimoniato anche dal fatto che perfino lo svedese Ingemar Stenmark, il più vittorioso specialista delle discipline tecniche (slalom e gigante) volle provarla almeno una volta in carriera, pur senza essere discesista (chiuse 34º nell'edizione 1981).
A detenere il primato del maggior numero di vittorie in discesa - cinque - è lo svizzero Didier Cuche, il quale vanta inoltre una vittoria in supergigante sulla stessa pista; seguono gli austriaci Karl Schranz e Franz Klammer con quattro vittorie. Il maggior numero di vittorie in supergigante - cinque - è invece appannaggio dell'austriaco Hermann Maier, che ha inoltre ottenuto anche una vittoria in discesa.

## Storia
La prima competizione documentata a Kitzbühel è del 1894-1895, mentre dal 1931 si disputa la competizione internazionale denominata "Hahnenkamm". Nei primi anni del torneo, tuttavia, le gare furono disputate su vari percorsi del monte Hahnenkamm; la configurazione definitiva, con la discesa sulla pista Streif e lo slalom sulla pista Ganslern, fu introdotta nel 1937 e adottata definitivamente negli anni quaranta.
Il record della pista è stato stabilito il 25 gennaio 1997 da Fritz Strobl, che ha percorso la Streif in 1'51"58. Un tempo inferiore - 1'40"97 - è stato fatto segnare dal francese Luc Alphand nel 1995, tuttavia quell'edizione della discesa si disputò su un percorso accorciato con la partenza situata a ridosso della Steilhang.
Il distacco inferiore tra il primo ed il secondo classificato si registrò nel 1975; l'austriaco Franz Klammer precedette l'italiano Gustav Thöni di appena un centesimo di secondo. Con rilevamenti cronometrici successivi, si verificò che il distacco era di tre millesimi di secondo, e gli sciatori sarebbero stati dichiarati vincitori ex aequo se allo scarto in millesimi non fosse corrisposto il passaggio decimale dei centesimi.
Il tracciato è stato teatro di alcuni terribili incidenti. Tra i più recenti quello del 2009, quando lo svizzero Daniel Albrecht cadde sull'ultimo salto prima del traguardo: lo sci destro dello sciatore s'impennò e l'atleta ebbe un impatto al suolo con il viso, subendo un trauma cranico e cerebrale, una contusione ai polmoni e un'emorragia cerebrale. Anche Hans Grugger il 20 gennaio 2011 è stato vittima di una brutta caduta: sulla Mausefalle cadde rovinosamente a terra dopo aver cercato di recuperare la traiettoria persa all'inizio del salto.

## Tracciato

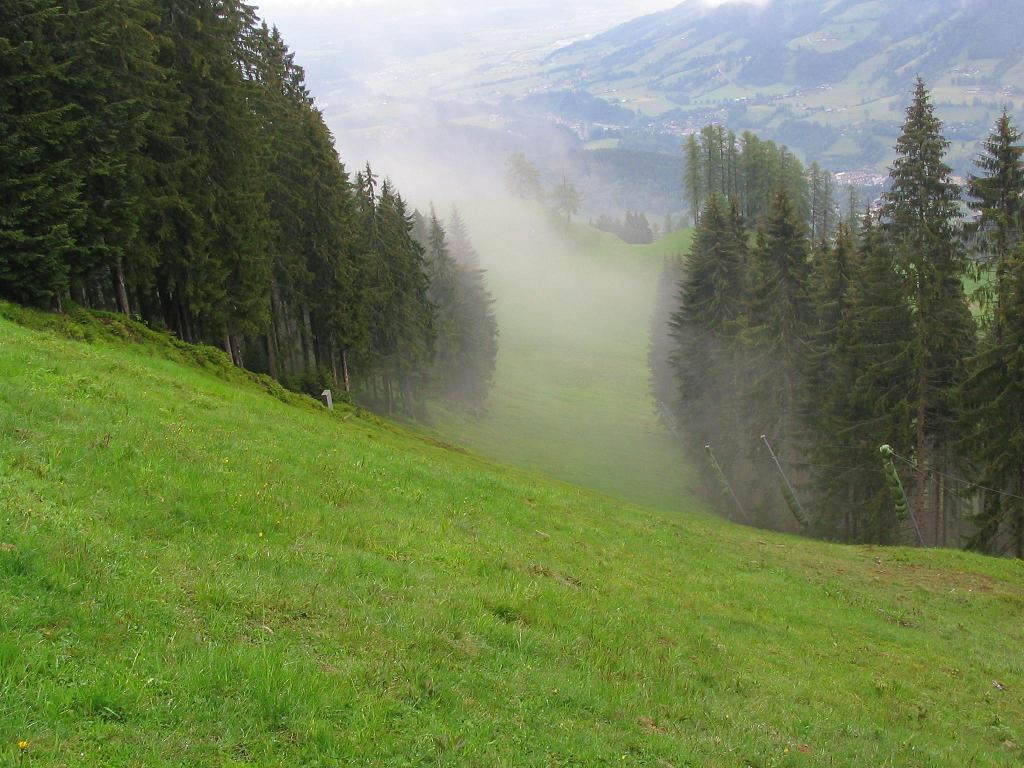
Un'immagine estiva dellAlte Schneise, il passaggio al termine del Brückenschuss presso il quale è collocato il cancelletto di partenza del supergigante

Da 1.665 metri di altitudine si scende, in alcune sezioni con l'85% di pendenza, anche a 145 km/h, fino a valle.
La partenza della discesa è posta a quota 1665 m s.l.m, prima di un muro molto ripido, con una pendenza del 50 % (26,6°), la Streif ha il punto di partenza più ripido della Coppa del mondo di sci alpino. Gli sciatori di solito raggiungono i 60 km/h in meno di tre secondi. Il primo salto, subito dopo il muro, porta nella Mausefalle (trappola per topi), un altro muro che costituisce il tratto più ripido del percorso, con una pendenza dell'85 % (40,4°). Generalmente il salto della Mausefalle è di circa 40-50 metri.Segue una compressione, dove gli atleti vengono per un breve tratto esposti a forze pari a circa tre volte il loro peso corporeo. Dopo una svolta a sinistra, si trova una svolta a destra di 180° - la cosiddetta Karussell (giostra) - e un'altra svolta a sinistra su pendio ripido e tecnicamente impegnativo. Subito dopo c'è la Steilhang, una lunga curva in contropendenza che porta lo sciatore a ridosso delle reti di protezione. Ci si immette così nel Brückenschuss, lunga e strettissima stradina, di puro "scorrimento" (senza curve accentuate, dove lo sciatore deve condurre lo sci cercando la massima velocità con il minor attrito possibile), che esalta le doti degli scivolatori.
Segue il salto del Gschöss e l`Alte Schneise. Nell'avvicinamento al salto del Seidlalm c'è una leggera salita, all'atterraggio del salto si trova una lunga curva a sinistra, che costeggia appunto il rifugio della baita Seidlalm. Dopo una svolta a destra si giunge al muro del Lärchenschuss dove è importante prendere la massima velocità possibile per affrontare l`Oberhausberg, un tratto in leggera contropendenza con porte tecnicamente impegnative, che avvicina al bordo dell'Hausberg, il difficile tratto, prima del rettilineo finale, con porte visibili anche dall'arrivo.
Vi ci si immette con il salto dell'Hausbergkante, dove è importante prendere la direzione per guadagnare quanta più altezza possibile per la lunga curva a sinistra che ne segue e che fa da ingresso alla spettacolare traversa che sfocia nel lungo Zielschuss attraverso una sorprendente curva a destra. In questo tratto finale si possono raggiungere velocità anche superiori ai 140 km/h. La pista quindi finisce con un salto di circa 80 metri che si getta direttamente su traguardo.

## Podi maschili

### Discesa libera
Elenco completo dei podi delle discese libere maschili disputate a Kitzbühel, valide ai fini dell'Hahnenkamm (eccetto le Zusatzrennen) e, dal 1967, della Coppa del Mondo:

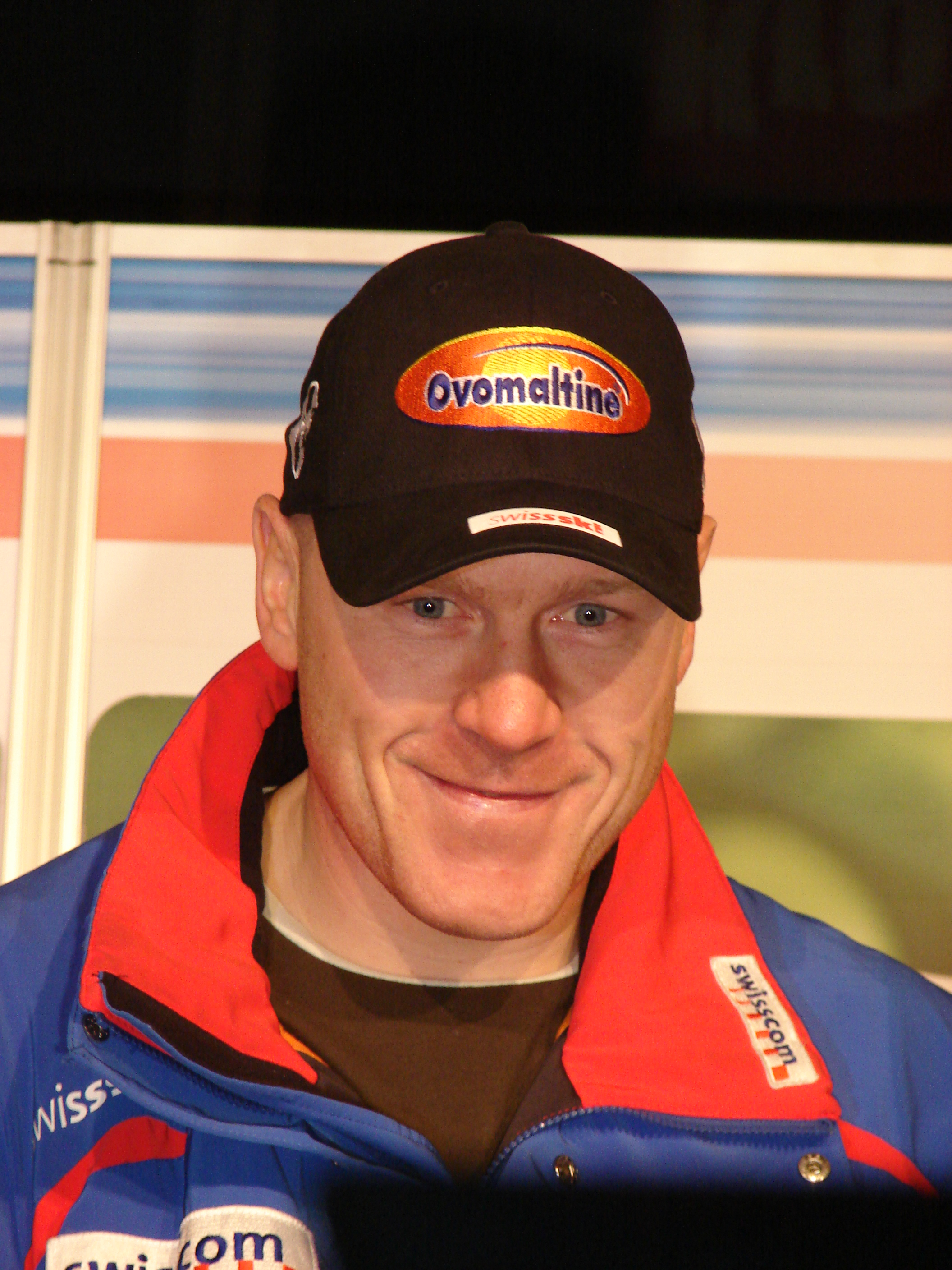
Didier Cuche, che nel 2012 ha stabilito il primato dei cinque allori sulla Streif

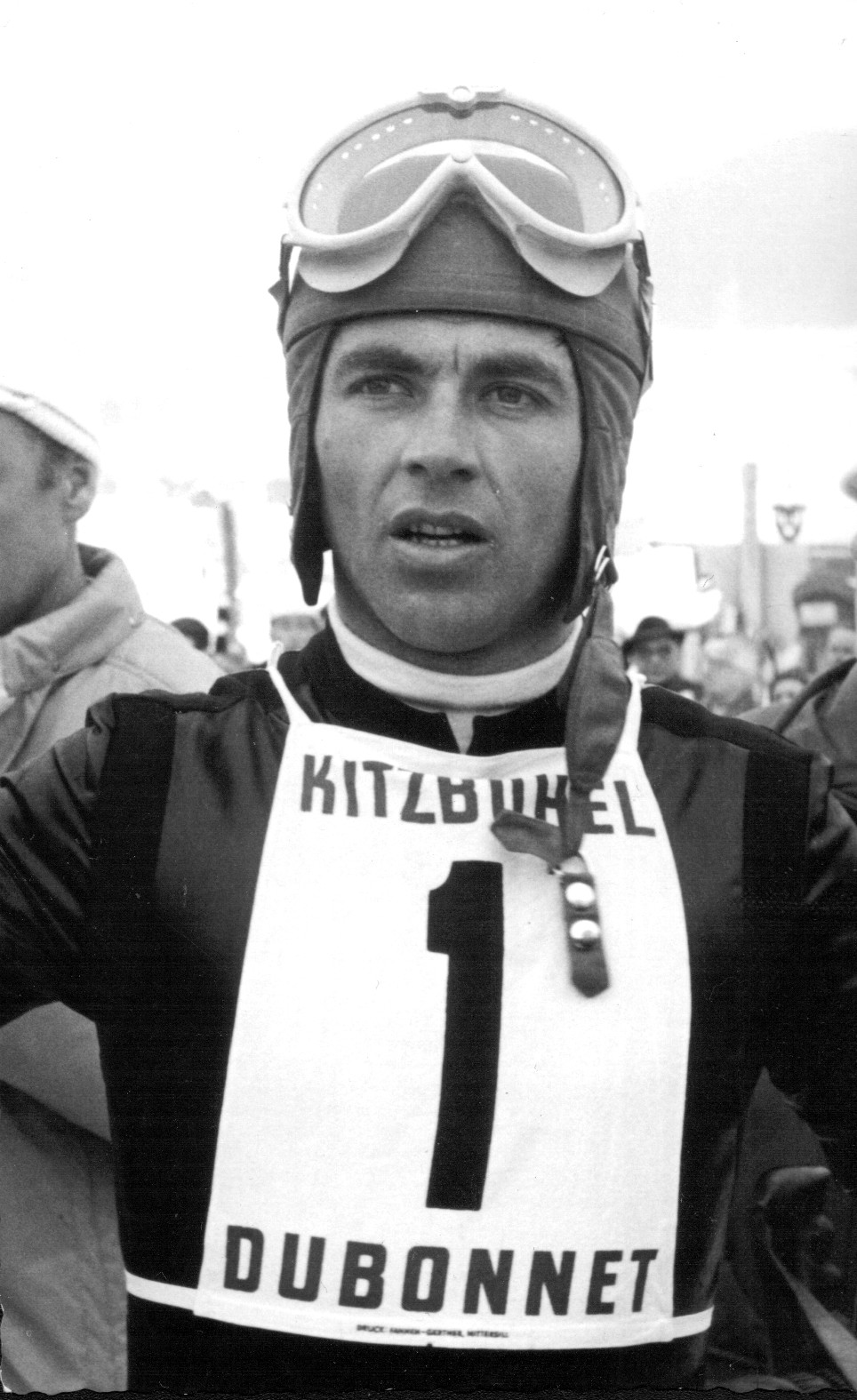
Karl Schranz, primo sciatore a collezionare quattro successi in discesa sulla Streif, ritratto in tenuta da gara proprio a Kitzbühel

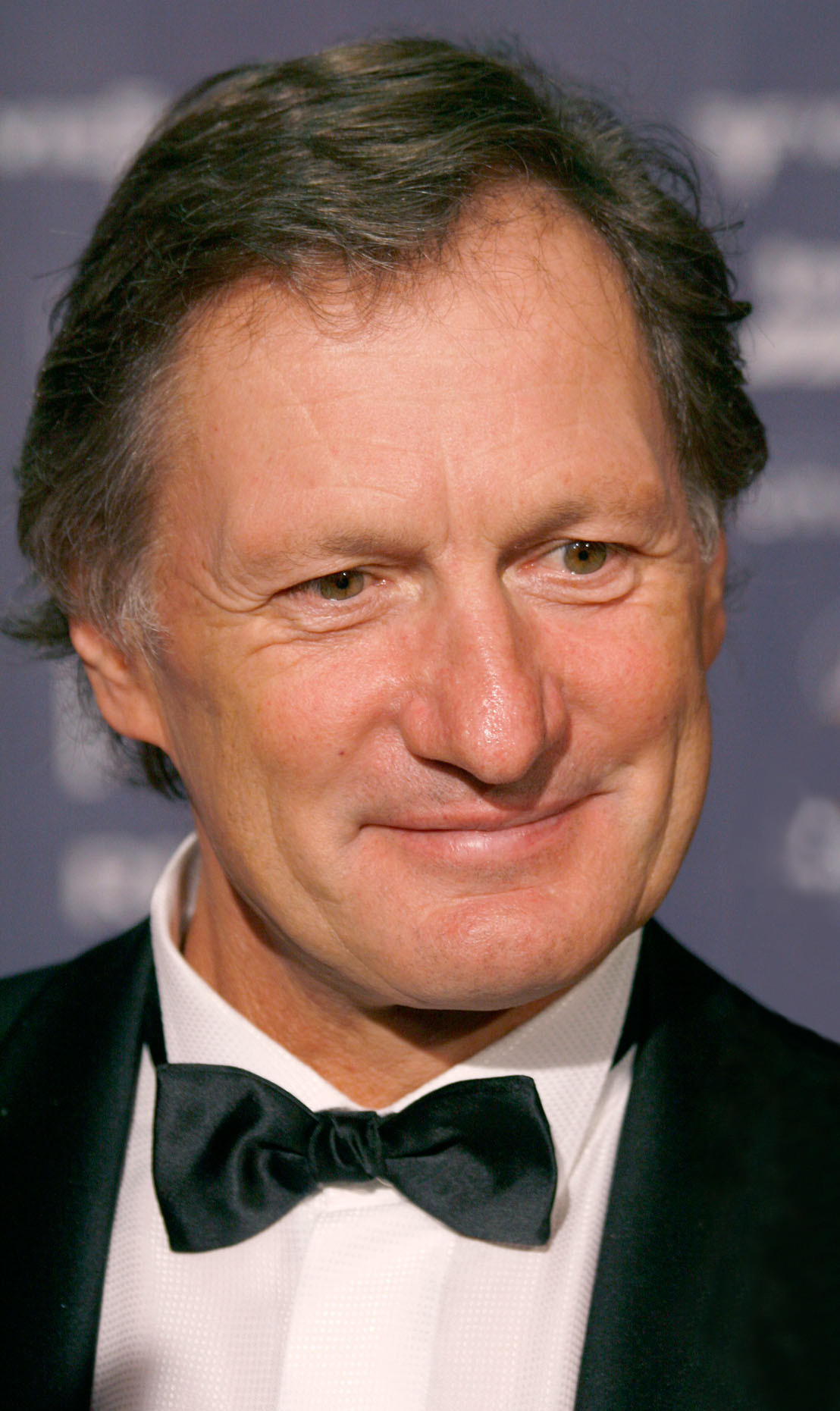
Una recente immagine di Franz Klammer, secondo atleta a raggiungere il traguardo delle quattro vittorie

| Anno               | Primo                     | Secondo                       | Terzo                            |
| ------------------ | ------------------------- | ----------------------------- | -------------------------------- |
| 28 marzo 1931      | Ferdl Friedensbacher      | Siegfried Engl                | Hansjörg Schlechter              |
| 19 marzo 1932      | Walter Prager             | Fritz Huber                   | Rudolph Matt                     |
| 1933-1934          | non disputata             | non disputata                 | non disputata                    |
| 23 marzo 1935      | Siegfried Engl            | Sepp Klingler                 | Sepp Sailer                      |
| 7 marzo 1936       | Friedl Pfeifer            | Rudolph Matt                  | Wilhelm Walch                    |
| 19 marzo 1937      | Thaddäus Schwabl          | Willi Bernath                 | Eberhard Kneisl                  |
| 1938-1945          | non disputata             | non disputata                 | non disputata                    |
| 9 marzo 1946       | Thaddäus Schwabl          | Karl Koller                   | Toni Seelos                      |
| 8 marzo 1947       | Karl Feix                 | Engelbert Haider              | Christian Pravda                 |
| 13 marzo 1948      | Hellmut Lantschner        | Edi Mall                      | Thaddäus Schwabl                 |
| 13 marzo 1948      | Edi Mall                  | ?                             | ?                                |
| 5 marzo 1949       | Egon Schöpf               | Edi Mall                      | Luis Seyrling                    |
| 11 marzo 1950      | Fritz Huber               | Pepi Salvenmoser              | Erich Seiler                     |
| 12 marzo 1950      | Fritz Huber               | ? Cornel Wieser               | Hellmut Lantschner               |
| 1951               | Christian Pravda          | Georges Panisset              | Albino Alverà                    |
| 1951               | Christian Pravda          | Engelbert Haider              | Albino Alverà                    |
| 1952               | non disputata             | non disputata                 | non disputata                    |
| 17 gennaio 1953    | Bernhard Perren           | Hans Senger                   | Andreas Molterer                 |
| 1954               | Christian Pravda          | Walter Schuster               | Andreas Molterer                 |
| 15 gennaio 1955    | Andreas Molterer          | Walter Schuster               | Adrien Duvillard                 |
| 14 gennaio 1956    | Toni Sailer               | Buddy Werner                  | Andreas Molterer                 |
| 19 gennaio 1957    | Toni Sailer               | Andreas Molterer              | Josl Rieder                      |
| 18 gennaio 1958    | Andreas Molterer          | Josl Rieder                   | Egon Zimmermann                  |
| 17 gennaio 1959    | Buddy Werner              | Roger Staub                   | Karl Schranz                     |
| 16 gennaio 1960    | Adrien Duvillard          | Egon Zimmermann               | Willi Forrer                     |
| 21 gennaio 1961    | Guy Périllat              | Egon Zimmermann               | Roger Staub                      |
| 20 gennaio 1962    | Willi Forrer              | Adalbert Leitner              | Gerhard Nenning                  |
| 19-20 gennaio 1963 | Egon Zimmermann           | Hugo Nindl                    | Wolfgang Bartels                 |
| 1964               | non disputata             | non disputata                 | non disputata                    |
| 23 gennaio 1965    | Ludwig Leitner            | Willy Favre                   | Ivo Mahlknecht                   |
| 22 gennaio 1966    | Karl Schranz              | Gerhard Nenning               | Billy Kidd                       |
| 21 gennaio 1967    | Jean-Claude Killy         | Franz Vogler                  | Heini Messner                    |
| 20 gennaio 1968    | Gerhard Nenning           | Jean-Claude Killy             | Andreas Sprecher                 |
| 18 gennaio 1969    | Karl Schranz              | Jean-Daniel Dätwyler          | Karl Cordin Henri Duvillard      |
| 1970               | annullata                 | annullata                     | annullata                        |
| 1971               | annullata                 | annullata                     | annullata                        |
| 14 gennaio 1972    | Karl Schranz              | Henri Duvillard               | Bernhard Russi                   |
| 15 gennaio 1972    | Karl Schranz              | Henri Duvillard               | Heini Messner                    |
| 27 gennaio 1973    | Roland Collombin          | Bernhard Russi                | Bob Cochran                      |
| 26 gennaio 1974    | Roland Collombin          | Stefano Anzi Giuliano Besson  |                                  |
| 18 gennaio 1975    | Franz Klammer             | Gustav Thöni                  | Werner Grissmann                 |
| 25 gennaio 1976    | Franz Klammer             | Erik Håker                    | Josef Walcher                    |
| 15 gennaio 1977    | Franz Klammer             | René Berthod                  | Bernhard Russi                   |
| 20 gennaio 1978    | Josef Walcher             | Walter Vesti                  | Renato Antonioli                 |
| 21 gennaio 1978    | Sepp Ferstl Josef Walcher |                               | Michael Veith                    |
| 20 gennaio 1979    | Sepp Ferstl               | Peter Wirnsberger             | Uli Spieß                        |
| 12 gennaio 1980    | Ken Read                  | Harti Weirather               | Herbert Plank                    |
| 17 gennaio 1981    | Steve Podborski           | Peter Müller                  | Peter Wirnsberger                |
| 15 gennaio 1982    | Harti Weirather           | Steve Podborski               | Ken Read                         |
| 16 gennaio 1982    | Steve Podborski           | Franz Klammer                 | Ken Read                         |
| 21 gennaio 1983    | Bruno Kernen              | Steve Podborski               | Urs Räber                        |
| 22 gennaio 1983    | Todd Brooker              | Urs Räber                     | Ken Read                         |
| 21 gennaio 1984    | Franz Klammer             | Erwin Resch                   | Anton Steiner                    |
| 11 gennaio 1985    | Pirmin Zurbriggen         | Franz Heinzer                 | Peter Wirnsberger                |
| 12 gennaio 1985    | Pirmin Zurbriggen         | Helmut Höflehner              | Todd Brooker                     |
| 17 gennaio 1986    | Peter Wirnsberger         | Erwin Resch                   | Pirmin Zurbriggen                |
| 18 gennaio 1986    | Peter Wirnsberger         | Erwin Resch                   | Michael Mair                     |
| 25 gennaio 1987    | Pirmin Zurbriggen         | Erwin Resch                   | Peter Müller                     |
| 16 gennaio 1988    | annullata                 | annullata                     | annullata                        |
| 13 gennaio 1989    | Marc Girardelli           | Michael Mair                  | Roman Rupp                       |
| 14 gennaio 1989    | Daniel Mahrer             | Marc Girardelli               | Peter Wirnsberger                |
| 20 gennaio 1990    | Atle Skårdal              | Helmut Höflehner              | Pirmin Zurbriggen                |
| 12 gennaio 1991    | Franz Heinzer             | Peter Runggaldier             | Rob Boyd                         |
| 17 gennaio 1992    | Franz Heinzer             | Daniel Mahrer                 | Xavier Gigandet                  |
| 18 gennaio 1992    | Franz Heinzer             | A J Kitt                      | Patrick Ortlieb                  |
| 16 gennaio 1993    | annullata                 | annullata                     | annullata                        |
| 15 gennaio 1994    | Patrick Ortlieb           | Marc Girardelli               | William Besse                    |
| 13 gennaio 1995    | Luc Alphand               | Patrick Ortlieb               | Kristian Ghedina                 |
| 14 gennaio 1995    | Luc Alphand               | Armin Assinger                | Werner Perathoner                |
| 13 gennaio 1996    | Günther Mader             | Luc Alphand                   | Peter Runggaldier                |
| 24 gennaio 1997    | Luc Alphand               | Werner Franz                  | William Besse                    |
| 25 gennaio 1997    | Fritz Strobl              | Werner Franz                  | Luc Alphand                      |
| 23 gennaio 1998    | Didier Cuche              | Nicolas Burtin                | Jean-Luc Crétier                 |
| 24 gennaio 1998    | Kristian Ghedina          | Didier Cuche                  | Josef Strobl                     |
| 22 gennaio 1999    | Lasse Kjus                | Kjetil André Aamodt           | Werner Franz                     |
| 23 gennaio 1999    | Hans Knauß                | Peter Rzehak                  | Werner Franz                     |
| 22 gennaio 2000    | Fritz Strobl              | Kristian Ghedina Josef Strobl |                                  |
| 20 gennaio 2001    | Hermann Maier             | Hannes Trinkl                 | Stephan Eberharter Daron Rahlves |
| 19 gennaio 2002    | Stephan Eberharter        | Kjetil André Aamodt           | Hannes Trinkl                    |
| 25 gennaio 2003    | Daron Rahlves             | Didier Cuche                  | Kjetil André Aamodt              |
| 22 gennaio 2004    | Lasse Kjus                | Stephan Eberharter            | Daron Rahlves                    |
| 24 gennaio 2004    | Stephan Eberharter        | Daron Rahlves                 | Ambrosi Hoffmann                 |
| 22 gennaio 2005    | annullata                 | annullata                     | annullata                        |
| 21 gennaio 2006    | Michael Walchhofer        | Marco Büchel                  | Daron Rahlves                    |
| 27 gennaio 2007    | annullata                 | annullata                     | annullata                        |
| 19 gennaio 2008    | Didier Cuche              | Bode Miller Mario Scheiber    |                                  |
| 24 gennaio 2009    | Didier Défago             | Michael Walchhofer            | Klaus Kröll                      |
| 23 gennaio 2010    | Didier Cuche              | Andrej Šporn                  | Werner Heel                      |
| 22 gennaio 2011    | Didier Cuche              | Bode Miller                   | Adrien Théaux                    |
| 21 gennaio 2012    | Didier Cuche              | Romed Baumann                 | Klaus Kröll                      |
| 26 gennaio 2013    | Dominik Paris             | Erik Guay                     | Hannes Reichelt                  |
| 25 gennaio 2014    | Hannes Reichelt           | Aksel Lund Svindal            | Bode Miller                      |
| 24 gennaio 2015    | Kjetil Jansrud            | Dominik Paris                 | Guillermo Fayed                  |
| 23 gennaio 2016    | Peter Fill                | Beat Feuz                     | Carlo Janka                      |
| 21 gennaio 2017    | Dominik Paris             | Valentin Giraud Moine         | Johan Clarey                     |
| 20 gennaio 2018    | Thomas Dreßen             | Beat Feuz                     | Hannes Reichelt                  |
| 25 gennaio 2019    | Dominik Paris             | Beat Feuz                     | Otmar Striedinger                |
| 25 gennaio 2020    | Matthias Mayer            | Vincent Kriechmayr Beat Feuz  |                                  |
| 22 gennaio 2021    | Beat Feuz                 | Matthias Mayer                | Dominik Paris                    |
| 24 gennaio 2021    | Beat Feuz                 | Johan Clarey                  | Matthias Mayer                   |
| 21 gennaio 2022    | Aleksander Aamodt Kilde   | Johan Clarey                  | Blaise Giezendanner              |
| 23 gennaio 2022    | Beat Feuz                 | Marco Odermatt                | Daniel Hemetsberger              |
| 20 gennaio 2023    | Vincent Kriechmayr        | Florian Schieder              | Niels Hintermann                 |
| 21 gennaio 2023    | Aleksander Aamodt Kilde   | Johan Clarey                  | Travis Ganong                    |
| 19 gennaio 2024    | Cyprien Sarrazin          | Florian Schieder              | Marco Odermatt                   |
| 20 gennaio 2024    | Cyprien Sarrazin          | Marco Odermatt                | Dominik Paris                    |
| 25 gennaio 2025    | James Crawford            | Alexis Monney                 | Cameron Alexander                |

### Supergigante
Elenco completo dei podi del supergigante disputato sulla Streifalm (la Streif con partenza abbassata e percorso abbreviato: dal tracciato sono esclusi passaggi quali la Mausefalle e la Steilhang) dal 1995 a oggi. La gara non si è tenuta tutti gli anni e non fa parte del trofeo dell'Hahnenkamm.

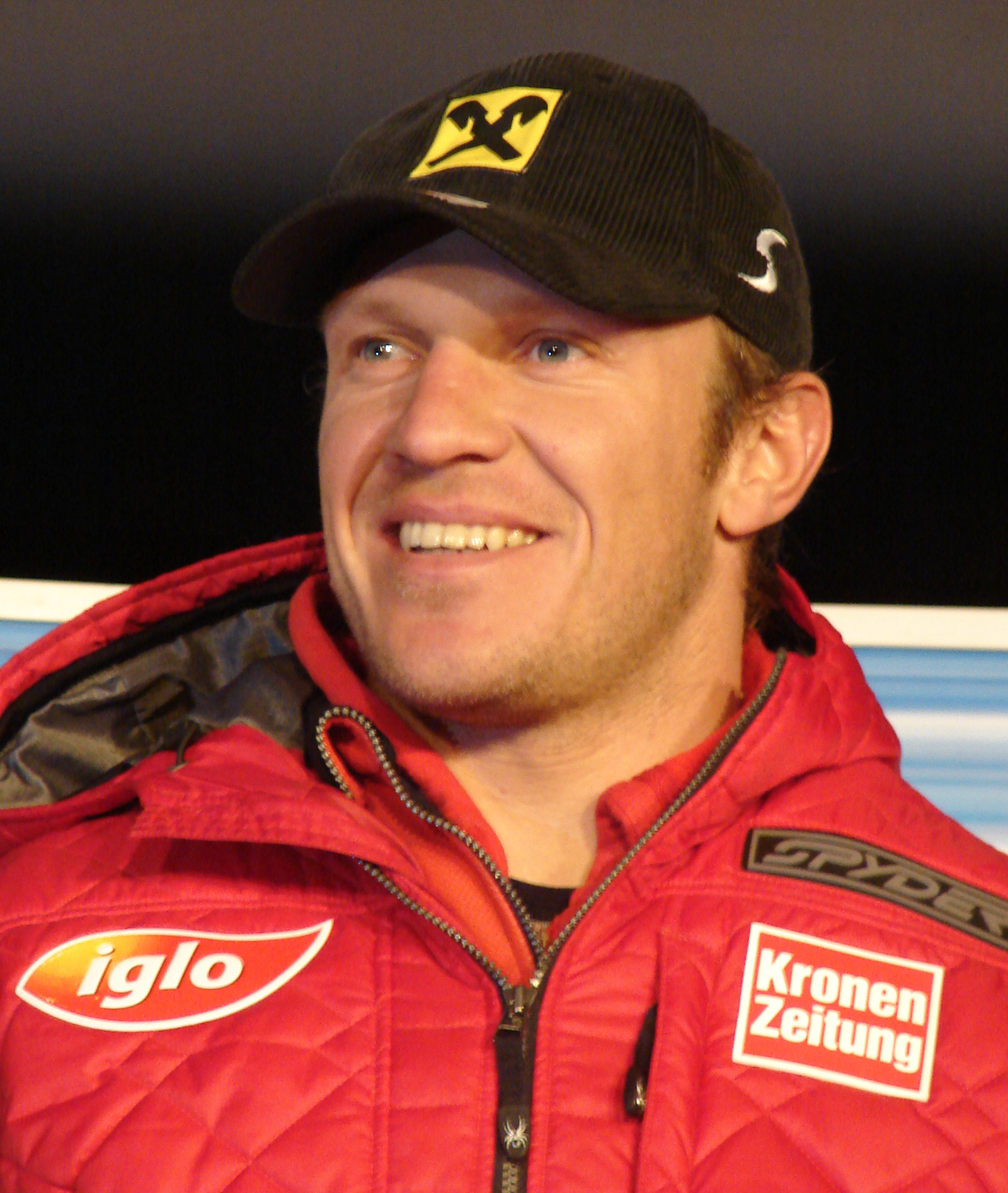
Hermann Maier: primatista, con cinque vittorie, nell'albo d'oro del supergigante di Kitzbühel

| Anno            | Primo              | Secondo                                | Terzo                       |
| --------------- | ------------------ | -------------------------------------- | --------------------------- |
| 16 gennaio 1995 | Günther Mader      | Peter Runggaldier                      | Armin Assinger              |
| 1996-1999       | non disputato      | non disputato                          | non disputato               |
| 21 gennaio 2000 | Hermann Maier      | Werner Franz                           | Didier Cuche                |
| 19 gennaio 2001 | Hermann Maier      | Josef Strobl                           | Werner Franz                |
| 18 gennaio 2002 | Stephan Eberharter | Alessandro Fattori                     | Didier Cuche                |
| 27 gennaio 2003 | Hermann Maier      | Christoph Gruber                       | Stephan Eberharter          |
| 23 gennaio 2004 | Daron Rahlves      | Hermann Maier                          | Michael Walchhofer          |
| 24 gennaio 2005 | Hermann Maier      | Daron Rahlves                          | Fritz Strobl                |
| 20 gennaio 2006 | Hermann Maier      | Peter Fill                             | Hannes Reichelt             |
| 26 gennaio 2007 | annullato          | annullato                              | annullato                   |
| 18 gennaio 2008 | Marco Büchel       | Hermann Maier                          | Didier Cuche Mario Scheiber |
| 23 gennaio 2009 | Klaus Kröll        | Aksel Lund Svindal                     | Ambrosi Hoffmann            |
| 22 gennaio 2010 | Didier Cuche       | Michael Walchhofer                     | Georg Streitberger          |
| 21 gennaio 2011 | Ivica Kostelić     | Georg Streitberger                     | Aksel Lund Svindal          |
| 25 gennaio 2013 | Aksel Lund Svindal | Matthias Mayer                         | Christof Innerhofer         |
| 2014            | non disputato      | non disputato                          | non disputato               |
| 23 gennaio 2015 | Dominik Paris      | Matthias Mayer                         | Georg Streitberger          |
| 22 gennaio 2016 | Aksel Lund Svindal | Andrew Weibrecht                       | Hannes Reichelt             |
| 20 gennaio 2017 | Matthias Mayer     | Christof Innerhofer                    | Beat Feuz                   |
| 19 gennaio 2018 | Aksel Lund Svindal | Kjetil Jansrud                         | Matthias Mayer              |
| 27 gennaio 2019 | Josef Ferstl       | Johan Clarey                           | Dominik Paris               |
| 24 gennaio 2020 | Kjetil Jansrud     | Aleksander Aamodt Kilde Matthias Mayer |                             |
| 25 gennaio 2021 | Vincent Kriechmayr | Marco Odermatt                         | Matthias Mayer              |
| 2022-2024       | non disputato      | non disputato                          | non disputato               |
| 24 gennaio 2025 | Marco Odermatt     | Raphael Haaser                         | Stefan Rogentin             |

## Podi femminili

### Discesa libera
Elenco dei podi delle discese libere femminili disputate a Kitzbühel, valide ai fini dell'Hahnenkamm:
| Anno      | Primo                         | Secondo       | Terzo         |
| --------- | ----------------------------- | ------------- | ------------- |
| 1931      | non disputata                 | non disputata | non disputata |
| 1932      | Rini Andretta                 | ?             | ?             |
| 1933-1934 | non disputato                 | non disputato | non disputato |
| 1935      | Gratia Schimmelpenninck       | ?             | ?             |
| 1936      | Hilde Gustine                 | ?             | ?             |
| 1937      | Evie Pinching                 | ?             | ?             |
| 1938-1945 | non disputata                 | non disputata | non disputata |
| 1946      | Anneliese Schuh-Proxauf       | ?             | ?             |
| 1947      | Hilde Doleschell              | ?             | ?             |
| 1948      | Sophie Nogler                 | ?             | ?             |
| 1949      | Resi Hammerer                 | ?             | ?             |
| 1950      | Rosi Sailer                   | ?             | ?             |
| 1951      | Andrea Mead Lawrence          | ?             | ?             |
| 1952      | non disputata                 | non disputata | non disputata |
| 1953      | Erika Mahringer Trude Klecker | ?             | ?             |
| 1954      | Erika Mahringer               | ?             | ?             |
| 1955      | Madeleine Berthod             | ?             | ?             |
| 1956      | Sonja Sperl                   | ?             | ?             |
| 1957      | Lucille Wheeler               | ?             | ?             |
| 1958      | Hilde Hofherr                 | ?             | ?             |
| 1959      | Astrid Sandvik                | ?             | ?             |
| 1960      | Traudl Hecher                 | ?             | ?             |
| 1961      | Traudl Hecher                 | ?             | ?             |